# OnStar
OnStar Corporation è una sussidiaria di General Motors che fornisce in abbonamento servizi quali: connettività, sicurezza all'interno del veicolo, vivavoce, navigazione turn-by-turn, e sistemi di diagnostica a distanza, in Stati Uniti, Canada e Cina. Un servizio simile è conosciuto come Opel OnStar in Europa e ChevyStar nei mercati dell'America Latina. Il presidente di OnStar ha dichiarato che nel settembre 2011 il servizio ha avuto più di sei milioni di clienti. Il servizio, dopo l'acquisizione di Opel/Vauxall da parte del Gruppo PSA e dello scorporo di Cadillac e Chevrolet dal Gruppo GM, cesserà di funzionare a fine 2020.

## Panoramica
Il servizio OnStar si basa sul sistema CDMA di comunicazione voce e dati su telefono cellulare, principalmente attraverso Verizon Wireless negli Stati Uniti e Bell Mobility in Canada, utilizzando inoltre le informazioni di posizione fornite tramite tecnologia GPS. Advanced Automatic Collision Notification
A partire dal 2009, la General Motors ha cominciato a equipaggiare alcuni nuovi veicoli con il meccanismo di rallentamento dei veicoli rubati.
Sempre nel 2009, la General Motors ha cominciato equipaggiare alcuni nuovi veicoli con il blocco di accensione remoto.

## Storia
OnStar è stata costituita nel 1995 attraverso una collaborazione tra GM, Electronic Data Systems e Hughes Electronics Corporation. Nel 1996, Rick Wagoner, CEO di GM del Nord America, ha lanciato ufficialmente OnStar al Chicago Auto Show. OnStar ha consegnato il suo primo prodotto e servizio al mercato in 11 mesi, nell'autunno del 1996, per il model year 1997 di Cadillac De Ville, Cadillac Seville e Cadillac Eldorado. Dal 2002 al 2005, tramite un accordo di licenza, il servizio OnStar è stato disponibile anche sui veicoli prodotti da Acura, Audi, Isuzu, Subaru e Volkswagen.
Nell'aprile del 2006, GM ha reso noto che i circa 500.000 che usufruivano del servizio analogico di OnStar avrebbero avuto la risoluzione del contratto in data 31 dicembre 2007, poiché, a partire dal successivo 18 febbraio 2008 la Federal Communications Commission (FCC) non avrebbe più preteso che i sistemi di telefonia mobile degli Stati Uniti operassero in modalità analogica. Per i clienti che avevano acquistato un abbonamento annuale a OnStar Safe & Sound prepagato, non rimborsabile e non trasferibile è stato stabilito che ricevessero un aggiornamento dell'apparecchiatura. Se il veicolo apparteneva ai model year 2003, 2004 o 2005, era possibile installare un adattatore (con incluso un abbonamento di un anno) a spese del cliente. Se era più vecchio, semplicemente il sistema non poteva più essere utilizzato. Uno studio legale in Pennsylvania, che rappresenta alcuni dei clienti coinvolti, ha cercato di attivare una class action, chiedendo un risarcimento per i danni causati dal cancellamento del sistema OnStar
Il 19 dicembre 2011, GM ha annunciato che OnStar sarebbe stato unito a Verizon Wireless per offrire la possibilità di effettuare video chat e rendere disponibili contenuti multimediali in streaming per i passeggeri dell'automobile su cui è installato OnStar.

## Campagna pubblicitaria
Nel 2000, GM ha prodotto una serie di spot per OnStar utilizzando come protagonista il personaggio di Batman (utilizzando la Batmobile e oggetti di scena presi dal film del 1989), che utilizzava il servizio per chiamare le persone, accedere alla casella di posta elettronica, navigare per cercare certi luoghi, e per sbloccare le porte della Batmobile. Questi spot sono stati sospesi e sostituiti con spot radiofonici.
GM ha promosso il servizio con una serie di spot radiofonici (chiamati "Real Calls") che ne mostravano il funzionamento.

## Hardware
L'hardware di OnStar è attualmente prodotto, a partire dal 2011, da LG Electronics, anche se i primi modelli sono stati realizzati da Hughes (Generazione 1), Delphi, (Generazione 2) e Motorola (Generazioni da 4 a 6).

### Analogici
I dispositivi dalla Generazione 1 alla Generazione 4 erano tutti analogici. Tutti erano in classe 2 bus. I modelli della Generazione 5 erano in un periodo di transizione: alcuni contenevano in realtà entrambi i moduli per telefoni cellulari, analogici e digitali. Inoltre, c'erano entrambi i modelli Classe 2 e CAN-bus.

### Digitali
I dispositivi a partire dalla Generazione 6 e i successivi sono interamente in formato digitale CDMA. Alcuni sono Classe bus 2 e alcuni CAN-bus (Controller Area Network).

### Compatibilità
Alcuni modelli delle Generazioni 5 e 6 sono compatibili tra di loro e talvolta permettono di essere aggiornati da analogici a digitali. I dispositivi analogici non sono più funzionanti da febbraio 2008. I clienti che hanno avuto dei dispositivi delle prime 4 Generazioni hanno potuto aggiornarli con modelli della Generazione 6. Non c'è compatibilità tra i modelli delle Generazioni 1-4 con altri modelli. Discreta compatibilità con Generazione 2 e Generazione 2.6 (Delphi TCU e Motorola).